# Тянь Хань
Тянь Хань (кит. трад. 田漢, упр. 田汉, пиньинь Tián Hàn, 12 марта 1898 — 10 декабря 1968) — китайский драматург, театральный деятель, композитор, переводчик и поэт, более всего известен как автор «Марша добровольцев» (1935), ставшего гимном Китайской Народной республики в 1949 году.

## Биография
Родился в бедной крестьянской семье, образование получил в Японии. Известность впервые получил в 1919 году во время движения 4 мая, когда активно выступал против империализма во главе созданного им кружка деятелей искусства. Окончательно вернулся в Китай из Японии в 1921 году. Совместно с Го Можо создал Южнокитайское общество, занимавшееся постановкой спектаклей в Южном Китае. В 1927 году преподавал на кафедре литературы в Шанхайском университете искусств. Позже вступил в Лигу левых китайских драматургов. В годы Второй японо-китайской войны руководил фронтовой театральной труппой. С 1949 по 1966 год был председателем Союза театральных работников КНР. В 1966 году, накануне Культурной революции, был репрессирован за одну из своих пьес, посажен в тюрьму и умер там два года спустя. Был посмертно реабилитирован в 1979 году.

## Творчество
Тянь Хань был активным сторонником «новой разговорной драмы», которую он противопоставлял музыкальной драме традиционного театра. Тематикой большинства его ранних произведений является протест против традиционного семейного уклада и феодальных пережитков («Ночь в Кафе» (1920), «Ночь поимки тигра» (1921), «Возвращение на юг» (1929)). Драма «Смерть знаменитого актёра» (1930) посвящена судьбе интеллигенции старого Китая, драма «Смерть Гу Чжэн-хуна» (1931) — жизни китайского пролетариата (первое подобное произведение в истории китайской драматургии), драма «Потоп» (1936) описывает жизнь китайской деревни, драма «Лугоу цяо» (1937) — начало Второй японо-китайской войны, драма «Гуань Хань-цин» (1958, русский перевод 1959) посвящена китайскому драматургу XIII века. Также известен большим количеством выполненных переводов на китайский язык произведений Уильяма Шекспира.

## Фильмография

### Как сценарист
| Год  | Русское название               | Китайское название | Международное название | Релиз |
| ---- | ------------------------------ | ------------------ | ---------------------- | ----- |
| 1927 | Весенние грёзы на берегу озера | 湖边春梦           | Dream by the Lake      | —     |
| 1932 | Три современные женщины        | 三个摩登女性       | Three Modern Women     | —     |
| 1933 |                                | 民族生存           |                        | —     |
| 1933 | Любовь матери                  | 母性之光           |                        | DVD   |
| 1935 | Полуночная песня               | 夜半歌声           | Song at Midnight       | DVD   |
| 1947 |                                | 忆江南             |                        | —     |
| 1949 |                                | 梨园英烈           |                        | —     |
| 1949 | Три женщины                    | 丽人行             | Three Girls            | DVD   |
| 1960 |                                | 关汉卿             |                        | —     |